# 828フィルム

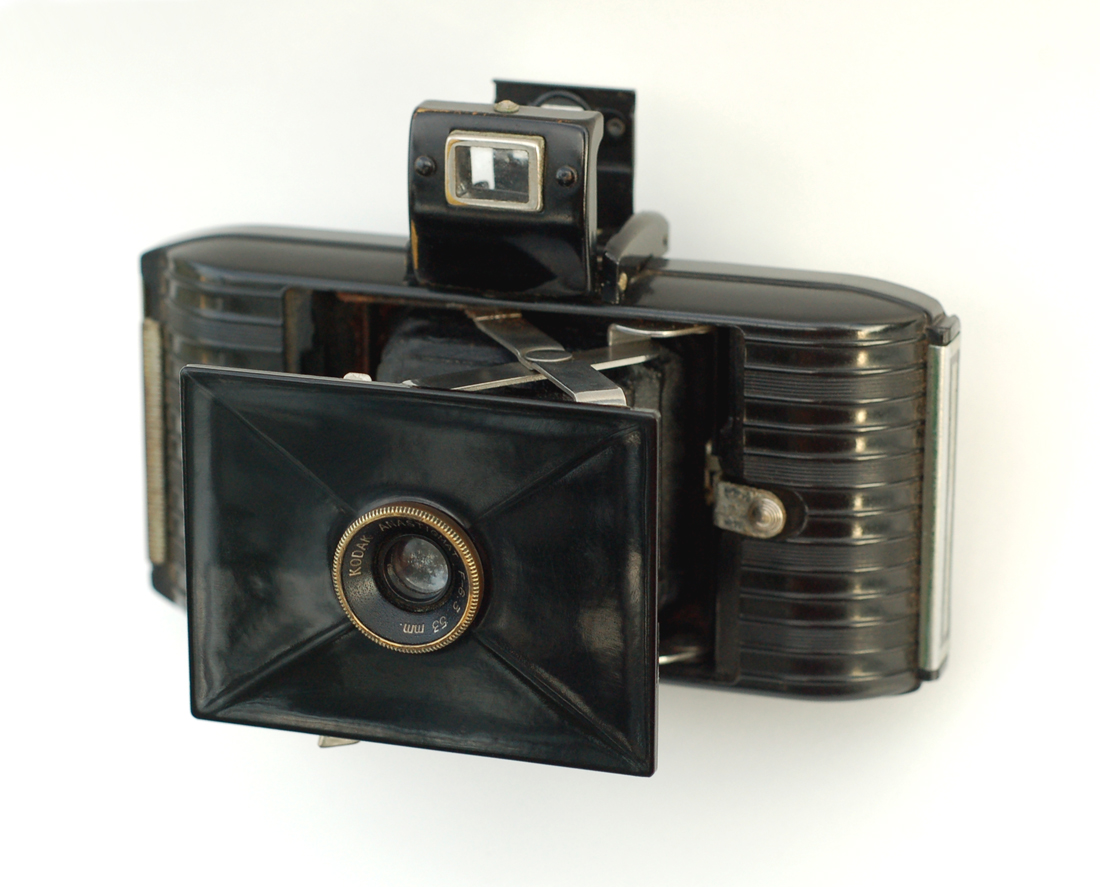
コダックバンタム（1935年発売）。

828フィルム（はちにいはちフィルム、英語: 828 film ）は、スチル写真用のフィルムの規格である。バンタムフィルムとも呼ばれることがあるが、これはコダックが1935年に発表した写真機コダックバンタム（英語: Kodak Bantam ）に由来する和製英語である。

## 概要
135フィルム同様に35mm幅のフィルムを使用し、同じようなパトローネに包まれているが、120フィルム同様に、裏紙があってパーフォレーションの穴がないロールフィルムである。画面サイズはほとんどの場合28×40mm判8枚撮りで、同じフィルム幅の135フィルムが24×36mm（ライカ）判であることと比較すると大きな画面が得られる。
同様に35mm幅で裏紙がある「ボルタフィルム」という規格があるが、互換性はなかった。
フィルムの生産が終了以降828フィルム用カメラを使用する場合には、裏紙とパトローネを用意してパーフォレーション穴の開いていない長尺の135フィルムを巻きなおすか、120フィルムを裁断する等の手法が試みられている。

## 略歴
コダックは1935年に新機種の写真機「バンタム」の発表とともに新規格828フィルムを製造販売開始した。
1930年代の時点でコダックのほかに、米国のアーガス、ドイツのフォクトレンダー、英国のコロネットカメラが828フィルム用カメラを製造販売している。
1955年9月の『ポピュラーサイエンス』誌の広告記事「正しい仕事に正しいフィルムを選ぶ法」では、コダックプラスXフィルム、コダックトライXフィルム、コダクロームフィルム、エクタクロームフィルムの各項目に135フィルムと一対として、また、コダカラーフィルムの項目では116フィルム、120フィルム、127フィルム、616フィルム、620フィルムとならぶ「ポピュラーなロールフィルム」として挙げられている。エクタクロームフィルムの項目には、当時のエクタクローム現像処方「E-2」の現像キットでは、20枚撮の135フィルム6本分、あるいは828フィルム10本分が現像できると記されている。
コダックは1985年3月に生産を終了、50年間の歴史を終了した。

## おもなフィルム製品
いずれも生産終了品である。
- コダックベリクロームフィルム V828 - 白黒ネガフィルム
- コダックベリクロームパン VP828 - 白黒ネガフィルム
- コダックプラスXフィルム PX828 - 白黒ネガフィルム
- コダックトライXフィルム TX828 - 白黒ネガフィルム
- コダクロームフィルムK828 - カラーリバーサルフィルム
- コダクロームII KR828 - カラーリバーサルフィルム
- エクタクロームフィルムE828 - カラーリバーサルフィルム
- コダカラーフィルムC828 - カラーネガフィルム
- コダカラーII C828 - カラーネガフィルム
- コダカラーX CX828 - カラーネガフィルム

## おもなカメラ

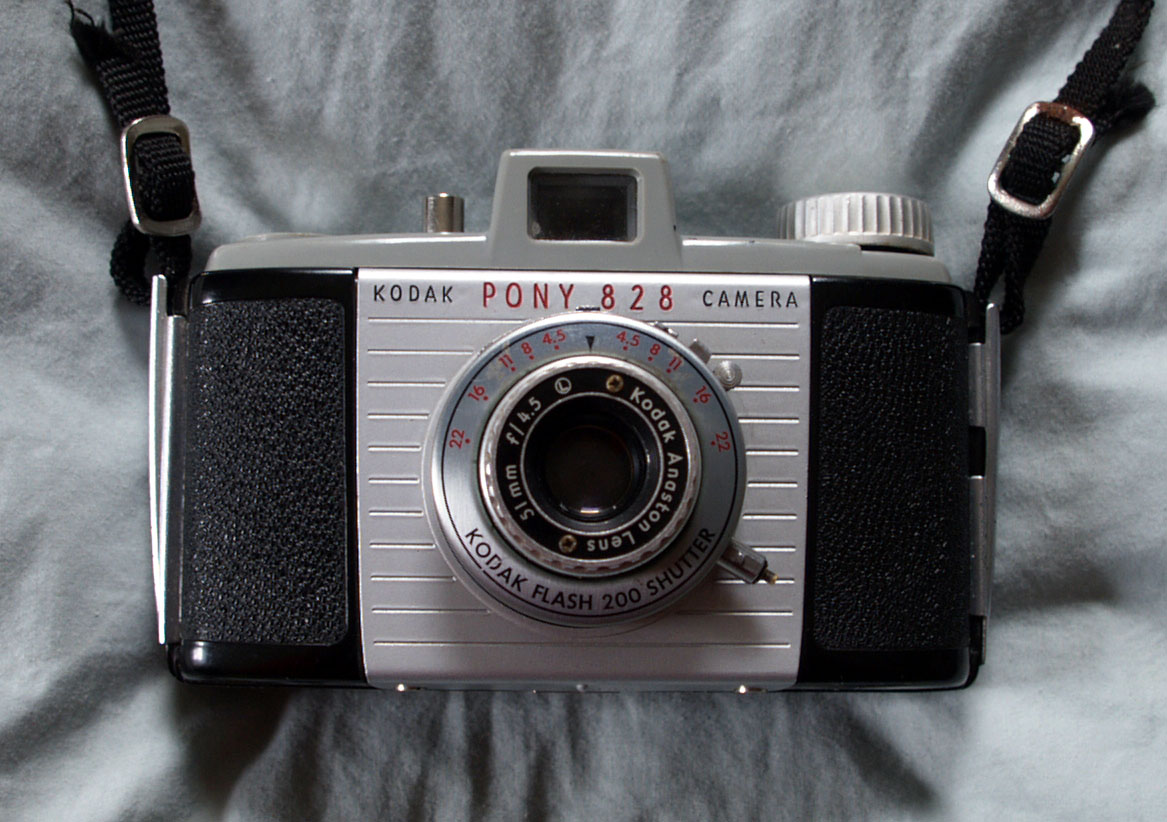
コダックポニー828

いずれも生産終了品である。

### コダック
アメリカコダックのフィルムカメラ製品一覧#バンタムシリーズ参照。

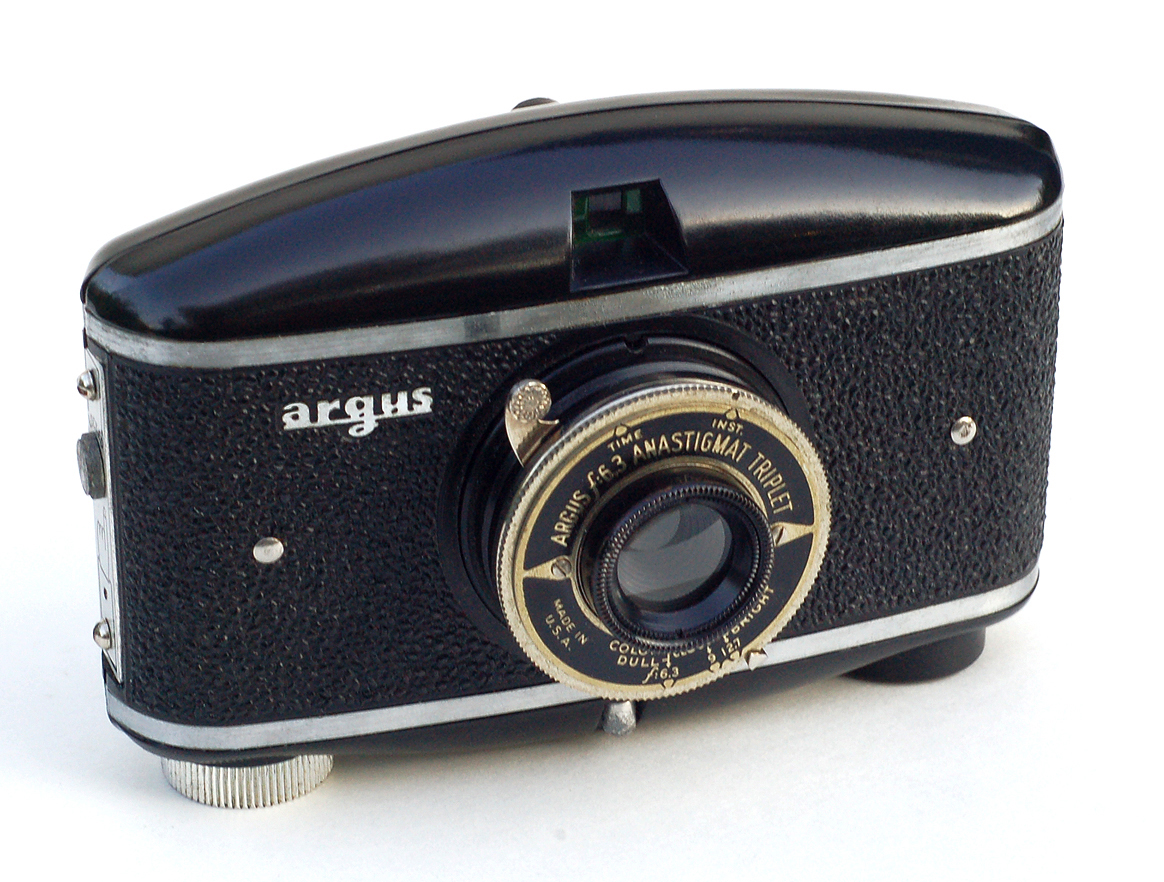
アーガスモデルM

## アーガス
- アーガスモデルM（1939年発売）

### コロネット
- コロネットカブ（1939年発売） - 当初完全プラスティック製。1946年に金属部分を加えたマイナーチェンジ版となった。
- コロネットカブフラッシュ（1948年発売）
- コロネットカブアナスティグマット（1948年発売）
- コロネットヴァイカウント（1957年発売）

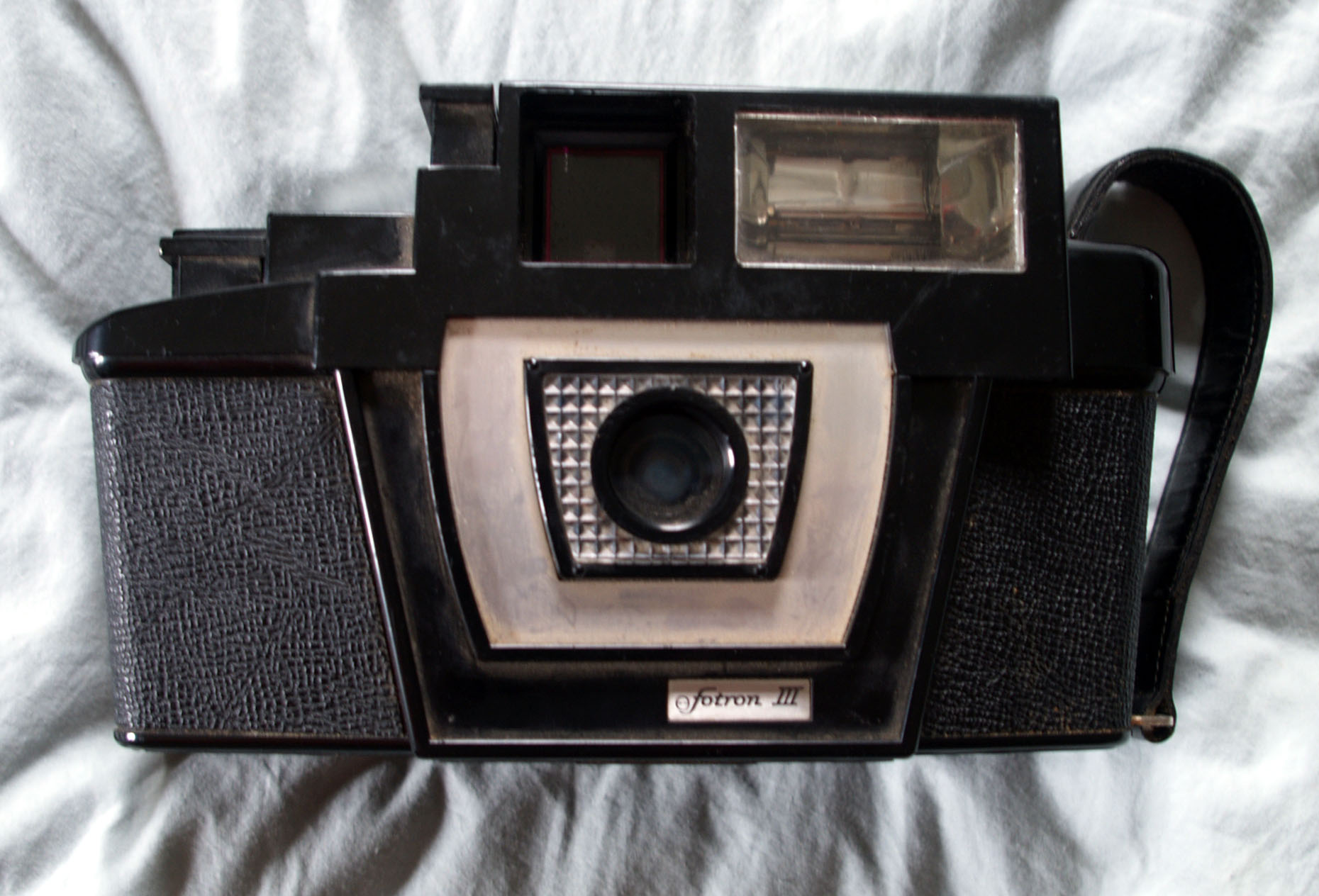
フォトロンIII

### トレイド
訪問販売による女性向け写真機で1960年代に販売された。
- フォトロン
- フォトロンII
- フォトロンIII